# Вітрильний спорт на літніх Олімпійських іграх 1992
Змагання з вітрильного спорту на літніх Олімпійських іграх 1992 тривали з 27 липня до 4 серпня в Середземному морі поблизу узбережжя Барселони. Розіграно 10 комплектів нагород (3 серед жінок, 3 серед чоловіків і 4 у відкритих дисциплінах.

## Країни
| Нідерландські Антильські острови (AHO) | Ангола (ANG)                        | Антигуа і Барбуда (ANT)               |
| Аргентина (ARG)                        | Аруба (ARU)                         | Австралія (AUS)                       |
| Австрія (AUT)                          | Багамські Острови (BAH)             | Барбадос (BAR)                        |
| Бельгія (BEL)                          | Бермуди (BER)                       | Бразилія (BRA)                        |
| Канада (CAN)                           | Кайманові Острови (CAY)             | Чилі (CHI)                            |
| Китай (CHN)                            | Хорватія (CRO)                      | Данія (DEN)                           |
| Джибуті (DJI)                          | Іспанія (ESP)                       | Естонія (EST)                         |
| Об'єднана команда (EUN)                | Фіджі (FIJ)                         | Фінляндія (FIN)                       |
| Франція (FRA)                          | Велика Британія (GBR)               | Німеччина (GER)                       |
| Гуам (GUM)                             | Гонконг (HKG)                       | Угорщина (HUN)                        |
| Ірландія (IRL)                         | Ізраїль (ISR)                       | Американські Віргінські Острови (ISV) |
| Італія (ITA)                           | Британські Віргінські Острови (IVB) | Японія (JPN)                          |
| Південна Корея (KOR)                   | Латвія (LAT)                        | Мексика (MEX)                         |
| Мальта (MLT)                           | Маврикій (MRI)                      | Нідерланди (NED)                      |
| Норвегія (NOR)                         | Нова Зеландія (NZL)                 | Філіппіни (PHI)                       |
| Папуа Нова Гвінея (PNG)                | Польща (POL)                        | Португалія (POR)                      |
| Пуерто-Рико (PUR)                      | ПАР (RSA)                           | Сейшельські Острови (SEY)             |
| Словенія (SLO)                         | Швейцарія (SUI)                     | Швеція (SWE)                          |
| Чехословаччина (TCH)                   | Таїланд (THA)                       | Туніс (TUN)                           |
| Туреччина (TUR)                        | Уругвай (URU)                       | США (USA)                             |
| Литва (LTU)                            |                                     |                                       |

## Медальний залік

### Жінки
| Дисципліна                 | Золото                                         | Срібло                                         | Бронза                                    |
| -------------------------- | ---------------------------------------------- | ---------------------------------------------- | ----------------------------------------- |
| 1992: Лехнер A-390 (жінки) | Нова Зеландія (NZL) · Барбара Кендалл          | Китай (CHN) · Чжан Сяодун                      | Нідерланди (NED) · Дорін де Вріс          |
| 1992: Європа               | Норвегія (NOR) · Лінда Серуп-Сімонсен          | Іспанія (ESP) · Наталія Віа Дуфресне           | США (USA) · Джулія Тротмен                |
| 1992: 470 (жінки)          | Іспанія (ESP) · Тереса Сабель · Патрісія Герра | Нова Зеландія (NZL) · Леслі Еґнот · Джен Ширер | США (USA) · Дженніфер Іслер · Памела Гілі |

### Чоловіки
| Дисципліна                    | Золото                                           | Срібло                                  | Бронза                                        |
| ----------------------------- | ------------------------------------------------ | --------------------------------------- | --------------------------------------------- |
| 1992: Лехнер A-390 (чоловіки) | Франція (FRA) · Франк Давід                      | США (USA) · Майк Ґебгардт               | Австралія (AUS) · Ларс Клеппіх                |
| 1992: Фінн                    | Іспанія (ESP) · Хосе ван дер Плеґ                | США (USA) · Браян Ледбеттер             | Нова Зеландія (NZL) · Крейґ Монк              |
| 1992: 470 (чоловіки)          | Іспанія (ESP) · Хорді Калафат · Франсіско Санчес | США (USA) · Морґан Різер · Кевін Бернем | Естонія (EST) · Тину Тиністе · Тоомас Тиністе |

### Відкриті дисципліни
| Дисципліна              | Золото                                              | Срібло                                            | Бронза                                                             |
| ----------------------- | --------------------------------------------------- | ------------------------------------------------- | ------------------------------------------------------------------ |
| 1992: Летючий голандець | Іспанія (ESP) · Луїс Доресте · Домінго Манріке      | США (USA) · Пол Форстер · Стівен Бурдоу           | Данія (DEN) · Єрґен Бойсен-Меллер · Єнс Бойсен-Меллер              |
| 1992: Торнадо           | Франція (FRA) · Їв Лоде · Ніколя Енар               | США (USA) · Ренді Сміт · Кіт Нотарі               | Австралія (AUS) · Мітч Бут · Джон Форбс                            |
| 1992: Зоряний           | США (USA) · Марк Рейнолдс · Гаролд Генел            | Нова Зеландія (NZL) · Род Девіс · Дон Кові        | Канада (CAN) · Росс Мак-Доналд · Ерік Єсперсен                     |
| 1992: Солінґ            | Данія (DEN) · Єспер Банк · Стеен Сехер · Єспер Заєр | США (USA) · Кевін Магані · Джим Брейді · Даґ Керн | Велика Британія (GBR) · Лоурі Сміт · Роберт Крукшенк · Оззі Стюарт |

## Таблиця медалей
| Місце               | Країна                | Золото | Срібло | Бронза | Загалом |
| ------------------- | --------------------- | ------ | ------ | ------ | ------- |
| 1                   | Іспанія (ESP)*        | 4      | 1      | 0      | 5       |
| 2                   | Франція (FRA)         | 2      | 0      | 0      | 2       |
| 3                   | США (USA)             | 1      | 6      | 2      | 9       |
| 4                   | Нова Зеландія (NZL)   | 1      | 2      | 1      | 4       |
| 5                   | Данія (DEN)           | 1      | 0      | 1      | 2       |
| 6                   | Норвегія (NOR)        | 1      | 0      | 0      | 1       |
| 7                   | Китай (CHN)           | 0      | 1      | 0      | 1       |
| 8                   | Австралія (AUS)       | 0      | 0      | 2      | 2       |
| 9                   | Велика Британія (GBR) | 0      | 0      | 1      | 1       |
| 9                   | Естонія (EST)         | 0      | 0      | 1      | 1       |
| 9                   | Канада (CAN)          | 0      | 0      | 1      | 1       |
| 9                   | Нідерланди (NED)      | 0      | 0      | 1      | 1       |
| Загалом (12 збірні) | Загалом (12 збірні)   | 10     | 10     | 10     | 30      |